# آلبرتو فستا
آلبرتو فستا (پرتغالی: Alberto Festa؛ زادهٔ ۲۱ ژوئیهٔ ۱۹۳۹) بازیکن فوتبال اهل پرتغال بود.
از باشگاه‌هایی که در آن بازی کرده‌است می‌توان به باشگاه فوتبال پورتو اشاره کرد.
وی همچنین در تیم ملی فوتبال پرتغال بازی کرده‌است.